# Barbara Iwańska
Barbara Małgorzata Iwańska – polska prawniczka, doktor habilitowana nauk prawnych ze specjalnością prawo ochrony środowiska. Adiunkt w Katedrze Prawa Ochrony Środowiska Wydziału Prawa i Administracji Uniwersytetu Jagiellońskiego. Prodziekan tegoż wydziału ds. studiów prawniczych w kadencji 2016–2020.

## Życiorys
Stopień doktora nauk prawnych otrzymała w 2001 na podstawie rozprawy Technika genetyczna jako problem prawa ochrony środowiska. Temat jej rozprawy habilitacyjnej dotyczył koncepcji skargi zbiorowej w prawie ochrony środowiska.

## Zainteresowania naukowe
Problematyka ochrony środowiska (w prawie polskim, wspólnotowym i międzynarodowym) ze szczególnym uwzględnieniem: problematyki prawnej informacji o środowisku i jego ochronie; gwarancji udziału społeczeństwa w realizacji celów ochrony środowiska; problematyki prawnej ocen oddziaływania na środowisko; gospodarowania zasobami środowiska – ze szczególnym uwzględnieniem prawa ochrony przyrody oraz problematyki materialnoprawnych i formalnoprawnych podstaw i zasad odpowiedzialności za szkody środowiskowe.